# Portela (Vila Nova de Famalicão)
Portela ist ein Ort und eine ehemalige Gemeinde (Freguesia) im Norden Portugals.

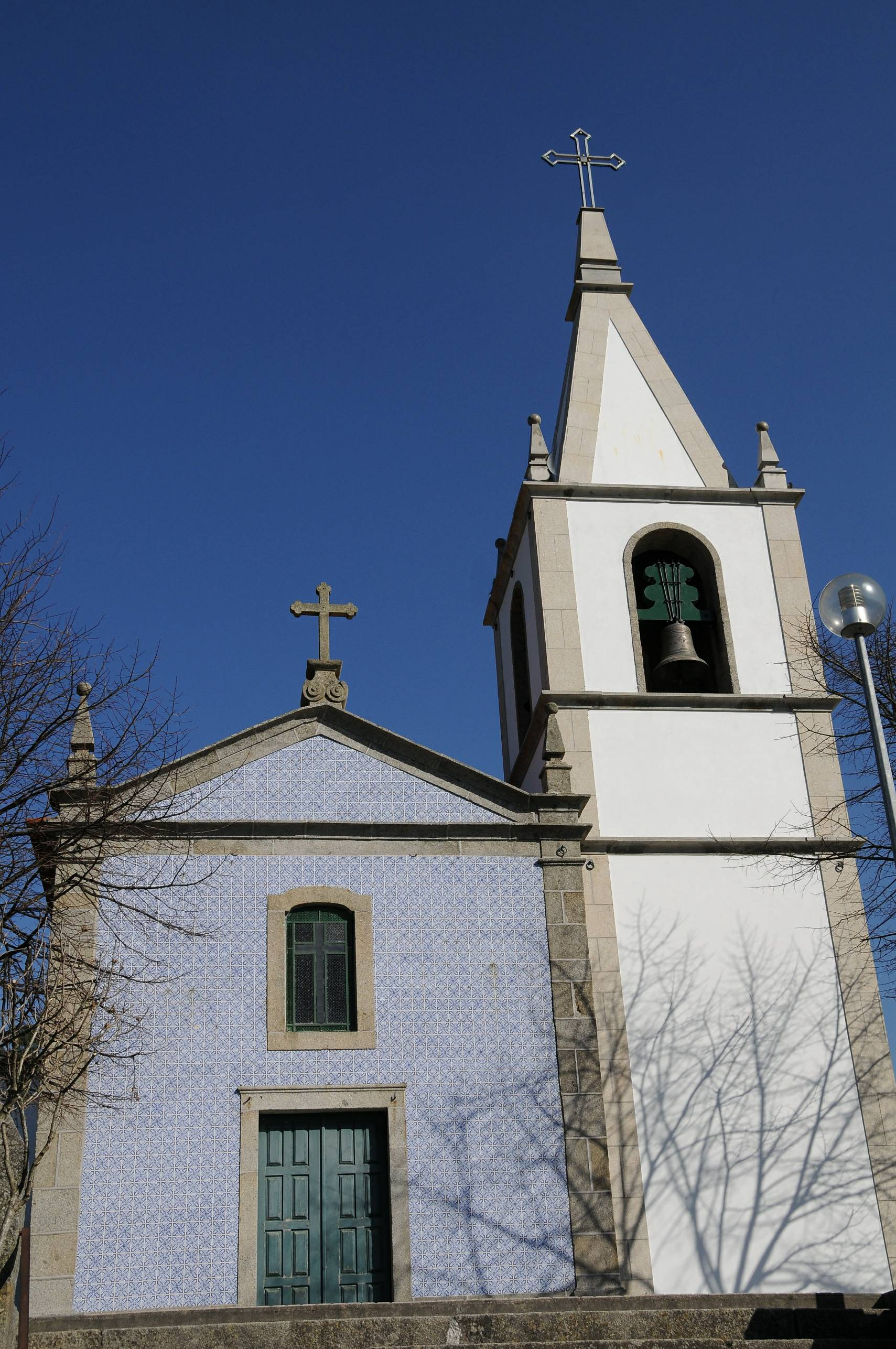
Kirche von Portela

Portela gehört zum Kreis Vila Nova de Famalicão im Distrikt Braga. Die Gemeinde hatte eine Fläche von 2,7 km² und 585 Einwohner (Stand 30. Juni 2011).
Am 29. September 2013 wurden die Gemeinden Portela, Vale (São Cosme) und Telhado zur neuen Gemeinde União das Freguesias de Vale (São Cosme), Telhado e Portela zusammengeschlossen.